# Rhinocaridina
De Rhinocaridina zijn een onderorde van uitgestorven kreeftachtigen uit de klasse van de Malacostraca (hogere kreeftachtigen).

## Familie
- Rhinocarididae Hall & Clarke, 1888 †